# Syndexamine carinata
Syndexamine carinata är en kräftdjursart som beskrevs av Charles Chilton 1914. Syndexamine carinata ingår i släktet Syndexamine och familjen Dexaminidae. Inga underarter finns listade i Catalogue of Life.